# John Oliver
John William Oliver (Birmingham, 1977. április 23. –) többszörös Primetime Emmy-díjas angol humorista, író, televíziós személyiség, színész, rádiós személyiség és politikai kommentátor. Ismertségét leginkább az általa vezetett John Oliver-show az elmúlt hét híreiről (Last Week Tonight with John Oliver) című késő esti talkshow-nak köszönheti, amely az amerikai HBO gyártásában készül. Műsorában komoly társadalmi, közéleti és politikai témákat elemez szatirikus formában. Korábban a hasonló stílusú The Daily Show című műsor munkatársa volt.

## Tanulmányai
A nagy-britanniai Birmingham Erdington nevű külvárosi kerületében született. Édesapja, Jim nyugdíjazásáig iskolaigazgató és szociális munkás volt, édesanyja, Carole pedig zenetanár. Három testvére van, ő a legidősebb gyerek.
Fiatalkorában profi futballistának készült. Felsőfokú tanulmányait a Cambridge-i Egyetem Christ's College intézményében folytatta, angol szakon. Az egyetemi évek alatt kezdte el kipróbálni magát stand-up humoristaként. Egyetemi társai voltak David Mitchell és Richard Ayoade, akikkel tagjai voltak az intézmény komédia társulatának. Később Oliver a társulat vezetője is volt. Amerikai karrierje 2006-ban kezdődött a The Daily Show tudósítója és humoristájaként.

## Díjak és elismerések
- 2009 – Emmy-díj – The Daily Show[4]
- 2010 – WGA-díj – The Daily Show[5]
- 2011 – Emmy-díj – The Daily Show[6]
- 2012 – Emmy-díj – The Daily Show[7]
- 2014 – Peabody-díj – John Oliver-show az elmúlt hét híreiről[8]
- 2015 – WGA-díj – John Oliver-show az elmúlt hét híreiről[9]
- 2015 – Dorian-díj – John Oliver-show az elmúlt hét híreiről[10]

## Magánélete
Nős, 2011 októberében házasodott össze Kate Norley-val. Felesége iraki háborús veterán, harctéri orvos. 2015-ben a párnak kisfia született.